# Idiotul (film din 1958)
Idiotul (în rusă Идиот, transliterat: Idiot) este un film sovietic din 1959 regizat de Ivan Pîriev. El este inspirat din romanul omonim din 1869 al lui Feodor Dostoievski.

## Distribuție
- Iuri Iakovlev — prințul Lev Mîșkin
- Iulia Borisova — Nastasia Filippovna Barașkova
- Nikita Podgornîi — Ganea Ivolghin
- Vera Pașennaia — soția generalului
- Sergey Martinson — Lebedev
- Leonid Parhomenko — Parfen Rogojin
- Emmanuil Geller
- Raisa Maksimova — Aglaia Epancina (menționată Raia Maksimova)
- Vladimir Muraviov — Ferdișcenko (menționat V. Muraviov)

## Lansare
A fost lansat în anul 1958 și a avut parte de un mare succes comercial, fiind vizionat de 31,0 de milioane de spectatori în cinematografele din Uniunea Sovietică.